# داو پیلکی
دیوید موری « داو » پیلکی جونیور ( ‎/deɪv/‎ ؛ متولد ۴ مارس ۱۹۶۶)  نویسنده کتاب‌های کمیک آمریکایی برای داستان‌های کودکان است. او بیشتر به عنوان نویسنده و تصویرگر مجموعه کتاب‌های کودکانه «کاپیتان زیرشلواری» و مجموعه رمان گرافیکی کودکانه اسپین‌آف آن مرد سگی شناخته می‌شود که دومی با نام‌های مستعار نویسنده و تصویرگر جورج بیرد و هارولد هاچینز منتشر شده است که نام‌های دو شخصیت اصلی مجموعه «کاپیتان زیرشلواری» نیز هستند.
پیلکی در ۴ مارس ۱۹۶۶ در کلیولند، اوهایو متولد شد.   او یک خواهر بزرگتر از خود دارد. پیلکی در یک خانواده مسیحی محافظه‌کار بزرگ شد و در تمام طول زندگی‌اش به مدارس مسیحی رفت.
پیلکی در کودکی به اختلال بیش فعالی کمبود توجه (ADHD) و نارساخوانی مبتلا بود.  در مدرسه ابتدایی در نورث ریجویل، اوهایو ، پیلکی مرتباً به خاطر رفتارش در کلاس توبیخ می‌شد و بنابراین معمولاً پشت میزی در راهروی مدرسه می‌نشست، جایی که شخصیت کاپیتان زیرشلواری را خلق کرد.  در سال ۱۹۸۷، پیلکی اولین کتاب خود با عنوان «جنگ جهانی پیروز شد »، یک افسانه تمثیلی با الهام از مسابقه تسلیحات هسته‌ای بین ایالات متحده و اتحاد جماهیر شوروی ، را در یک مسابقه ملی برای نویسندگان دانش‌آموزی نوشت و در رده سنی خود برنده شد. انتشار این کتاب در سال ۱۹۸۷ در این جایزه گنجانده شده است. 
املای غیرمعمول نام کوچک او زمانی اتفاق افتاد که هنگام کار در پیتزا هات، حرف «e» در کلمه «Dave» از برچسب نامش حذف شد. 
پیلکی از دانشگاه ایالتی کنت فارغ‌التحصیل شد.  او در سال ۲۰۰۵ با سایوری پیلکی ازدواج کرد. 